# Cyclosa mavaca
Cyclosa mavaca är en spindelart som beskrevs av Levi 1999. Cyclosa mavaca ingår i släktet Cyclosa och familjen hjulspindlar. Inga underarter finns listade i Catalogue of Life.